# کنستانتین ساموئل رافینسکوئه
 کنستانتین ساموئل رافینسکوئه (انگلیسی: Constantine Samuel Rafinesque؛ ۲۲ اکتبر ۱۷۸۳ – ۱۸ سپتامبر ۱۸۴۰) یک زیست‌شناس اهل ایالات متحده آمریکا بود.